# Национальный конгресс народной обороны (Конго)
«Национальный конгресс народной обороны» (КНДП от аббревиатуры CNDP от фр. Congrès national pour la défense du peuple) — конголезская повстанческая организация, основанная генералом Нкундой 25 июля 2006 для защиты этнического меньшинства тутси на территории провинции Северное Киву. КНДП появилась в результате отделения от РКД.